# 27386 Chadcampbell
27386 Chadcampbell è un asteroide della fascia principale. Scoperto nel 2000, presenta un'orbita caratterizzata da un semiasse maggiore pari a 2,2713540 UA e da un'eccentricità di 0,0841948, inclinata di 6,31741° rispetto all'eclittica.